# Bangerz Tour
Bangerz Tour – czwarta trasa koncertowa amerykańskiej piosenkarki Miley Cyrus, promująca jej czwarty album Bangerz. Trasa rozpoczęła się 14 lutego 2014 roku w Ameryce Północnej i zakończyła w Australii 23 października 2014 roku.

## Lista utworów
1. "SMS (Bangerz)"
2. "4x4"
3. "Love Money Party"
4. "My Darlin'"
5. "Maybe You're Right"
6. "FU"
7. "Do My Thang"
8. "Get It Right"
9. "Can't Be Tamed"
10. "Adore You"
11. "Drive"
12. "Rooting for My Baby"
13. "Jolene"
14. "Hey Ya!"
15. "23"
16. "On My Own"
17. "Someone Else"
18. "We Can’t Stop"
19. "Wrecking Ball"
20. "Who Owns My Heart"
21. "Party in the U.S.A."

- w Oakland Miley zaśpiewała cover Landslide zespołu Fleetwood Mac. Później zaśpiewała cover Yoshimi Battles the Pink Robots zespołu The Flaming Lips
- podczas występu w Phoenix zaśpiewała cover Boba Dylana „You're Gonna Make Me Lonesome When You Go”
- pierwszego marca w Las Vegas zaśpiewała cover Lany Del Rey Summertime Sadness.

## Daty koncertów
| Data             | Miasto          | Państwo           | Miejsce                           | Support                | Publiczność     | Wpływy     |
| ---------------- | --------------- | ----------------- | --------------------------------- | ---------------------- | --------------- | ---------- |
| Ameryka północna |                 |                   |                                   |                        |                 |            |
| 14 lutego 2014   | Vancouver       | Kanada            | Rogers Arena                      | Icona Pop              |                 | —          |
| 16 lutego 2014   | Tacoma          | Stany Zjednoczone | Tacoma Dome                       | Icona Pop              | 23,000/23,000   | —          |
| 20 lutego 2014   | Anaheim         | Stany Zjednoczone | Honda Center                      | Icona Pop/Sky Ferreira | 15,800/15,800   | —          |
| 22 lutego 2014   | Los Angeles     | Stany Zjednoczone | Staples Center                    | Icona Pop/Sky Ferreira | 15,440 / 15,440 | $1,180,766 |
| 24 lutego 2014   | Oakland         | Stany Zjednoczone | Oracle Arena                      | Icona Pop/Sky Ferreira | 19,500/19,500   | —          |
| 25 lutego 2014   | San Jose        | Stany Zjednoczone | SAP Center                        | Icona Pop/Sky Ferreira | —               | —          |
| 27 lutego 2014   | Phoenix         | Stany Zjednoczone | US Airways Center                 | Icona Pop/Sky Ferreira | —               | —          |
| 1 marca 2014     | Las Vegas       | Stany Zjednoczone | MGM Grand Garden Arena            | —                      | —               | —          |
| 4 marca 2014     | Denver          | Stany Zjednoczone | Pepsi Center                      | —                      | —               | —          |
| 6 marca 2014     | Omaha           | Stany Zjednoczone | CenturyLink Center Omaha          | —                      | —               | —          |
| 7 marca 2014     | Rosemont        | Stany Zjednoczone | Allstate Arena                    | —                      | —               | —          |
| 9 marca 2014     | Milwaukee       | Stany Zjednoczone | BMO Harris Bradley Center         | —                      | —               | —          |
| 10 marca 2014    | Saint Paul      | Stany Zjednoczone | Xcel Energy Center                | —                      | —               | —          |
| 12 marca 2014    | Dallas          | Stany Zjednoczone | American Airlines Center          | Icona Pop/Sky Ferreira | 18,500/18,500   | —          |
| 13 marca 2014    | Tulsa           | Stany Zjednoczone | BOK Center                        | —                      | —               | —          |
| 15 marca 2014    | San Antonio     | Stany Zjednoczone | AT&T Center                       | —                      | —               | —          |
| 16 marca 2014    | Houston         | Stany Zjednoczone | Toyota Center                     | —                      | —               | —          |
| 18 marca 2014    | Nowy Orlean     | Stany Zjednoczone | New Orleans Arena                 | —                      | —               | —          |
| 20 marca 2014    | Tampa           | Stany Zjednoczone | Tampa Bay Times Forum             | —                      | —               | —          |
| 22 marca 2014    | Miami           | Stany Zjednoczone | American Airlines Arena           | —                      | —               | —          |
| 24 marca 2014    | Orlando         | Stany Zjednoczone | Amway Center                      | —                      | —               | —          |
| 25 marca 2014    | Atlanta         | Stany Zjednoczone | Philips Arena                     | —                      | —               | —          |
| 29 marca 2014    | Montreal        | Kanada            | Centre Bell                       | —                      | —               | —          |
| 31 marca 2014    | Toronto         | Kanada            | Air Canada Centre                 | —                      | —               | —          |
| 2 kwietnia 2014  | Boston          | Stany Zjednoczone | TD Garden                         | —                      | —               | —          |
| 3 kwietnia 2014  | East Rutherford | Stany Zjednoczone | Izod Center                       | —                      | —               | —          |
| 5 kwietnia 2014  | Nowy Jork       | Stany Zjednoczone | Barclays Center                   | —                      | —               | —          |
| 7 kwietnia 2014  | Charlotte       | Stany Zjednoczone | Time Warner Cable Arena           | —                      | —               | —          |
| 8 kwietnia 2014  | Raleigh         | Stany Zjednoczone | PNC Arena                         | —                      | —               | —          |
| 10 kwietnia 2014 | Waszyngton      | Stany Zjednoczone | Verizon Center                    | —                      | —               | —          |
| 12 kwietnia 2014 | Auburn Hills    | Stany Zjednoczone | The Palace of Auburn Hills        | —                      | —               | —          |
| 13 kwietnia 2014 | Columbus        | Stany Zjednoczone | Value City Arena                  | —                      | —               |            |
| 15 kwietnia 2014 | Kansas City     | Stany Zjednoczone | Sprint Center                     | —                      | —               | —          |
| 16 kwietnia 2014 | Saint Louis     | Stany Zjednoczone | Scottrade Center                  | —                      | —               | —          |
| 18 kwietnia 2014 | Nashville       | Stany Zjednoczone | Bridgestone Arena                 | —                      | —               | —          |
| 19 kwietnia 2014 | Louisville      | Stany Zjednoczone | KFC Yum! Center                   | —                      | —               | —          |
| 22 kwietnia 2014 | Filadelfia      | Stany Zjednoczone | Wells Fargo Center                | —                      | —               | —          |
| 24 kwietnia 2014 | Uniondale       | Stany Zjednoczone | Nassau Veterans Memorial Coliseum | —                      | —               | —          |
| 25 kwietnia 2014 | Ledyard         | Stany Zjednoczone | Foxwoods Casino                   | —                      | —               | —          |
| Europa           |                 |                   |                                   |                        |                 |            |
| 2 maja 2014      | Amsterdam       | Holandia          | Ziggo Dome                        | —                      | —               | —          |
| 4 maja 2014      | Antwerp         | Belgia            | Sportpaleis                       | —                      | —               | —          |
| 6 maja 2014      | Londyn          | Anglia            | The O2 Arena                      | —                      | —               | —          |
| 10 maja 2014     | Leeds           | Anglia            | First Direct Arena                | —                      | —               | —          |
| 12 maja 2014     | Glasgow         | Szkocja           | The SSE Hydro                     | —                      | —               | —          |
| 14 maja 2014     | Manchester      | Anglia            | Phones 4u Arena                   | —                      | —               | —          |
| 16 maja 2014     | Birmingham      | Anglia            | National Indoor Arena             | —                      | —               | —          |
| 19 maja 2014     | Belfast         | Irlandia Północna | Odyssey Arena                     | —                      | —               | —          |
| 20 maja 2014     | Dublin          | Irlandia          | The O2                            | —                      | —               | —          |
| 23 maja 2014     | Montpellier     | Francja           | Park&Suites Arena                 | —                      | —               | —          |
| 24 maja 2014     | Lyon            | Francja           | Halle Tony Garnier                | —                      | —               | —          |
| 26 maja 2014     | Kolonia         | Niemcy            | Lanxess Arena                     | —                      | —               | —          |
| 28 maja 2014     | Oslo            | Norwegia          | Telenor Arena                     | —                      | —               | —          |
| 30 maja 2014     | Sztokholm       | Szwecja           | Ericsson Globe                    | —                      | —               | —          |
| 1 czerwca 2014   | Helsinki        | Finlandia         | Hartwall Arena                    | —                      | —               | —          |
| 4 czerwca 2014   | Kopenhaga       | Dania             | Forum Copenhagen                  | —                      | —               | —          |
| 6 czerwca 2014   | Frankfurt       | Niemcy            | Festhalle Frankfurt               | —                      | —               | —          |
| 7 czerwca 2014   | Zurych          | Szwajcaria        | Hallenstadion                     | —                      | —               | —          |
| 8 czerwca 2014   | Mediolan        | Włochy            | Mediolanum Forum                  | —                      | —               | —          |
| 10 czerwca 2014  | Wiedeń          | Austria           | Wiener Stadthalle                 | —                      | —               | —          |
| 13 czerwca 2014  | Barcelona       | Hiszpania         | Palau Sant Jordi                  | —                      | —               | —          |
| W SUMIE          | W SUMIE         | W SUMIE           | W SUMIE                           | W SUMIE                | —               | —          |